# Arfiviricetes
Arfiviricetes es una clase de virus ADN monocatenario morfológicamente similares perteneciente al filo Cressdnaviricota, establecido por el ICTV para la clasificación de los virus que incluye nueve familias virales y dos están en revisión.

## Taxonomía
Incluye los siguientes órdenes y familias:
- Clase Arfiviricetes
  - Familia Bacilladnaviridae
  - Familia Redondoviridae
  - Familia Smacoviridae
  - Familia Naryaviridae
  - Familia Draupnirviridae
  - Familia Oomyviridae
  - Familia Pecoviridae
  - Orden Gerdzevirales
    - Familia Gandrviridae
    - Familia Ouroboviridae

  - Orden Saturnivirales
    - Familia Kanorauviridae
    - Familia Mahapunaviridae

  - Orden Rohanvirales
    - Familia Nenyaviridae
    - Familia Adamviridae
    - Familia Kirkoviridae

  - Orden Cirlivirales
    - Familia Circoviridae
    - Familia Vilyaviridae
    - Familia Endolinaviridae

  - Orden Mulpavirales
    - Familia Anicreviridae
    - Familia Amesuviridae
    - Familia Metaxyviridae
    - Familia Nanoviridae
    - Familia Alphasatellitidae[3]